# Patrocínio de Caratinga
Patrocínio de Caratinga é um distrito do município brasileiro de Caratinga, no interior do estado de Minas Gerais. Segundo o censo demográfico de 2022, realizado pelo Instituto Brasileiro de Geografia e Estatística (IBGE), sua população era de 2 132 habitantes e havia 749 domicílios particulares permanentes ocupados. Possui área de 124,11 km² conforme a Fundação João Pinheiro (FJP). Foi criado pela lei complementar nº 05 de 9 de setembro de 1991.
De acordo com o IBGE, em 2010 a população era de 2 405 habitantes e havia 837 domicílios particulares.
Patrocínio é conhecido por ter forte ligação com esporte, sendo realizado desde 2020 a "Patrocínio CUP", que reúne times da região para disputar partidas de futebol no campo do distrito. 
Acontece todos os anos no distrito a tradicional Festa do Café, sendo realizada normalmente no mês de agosto. Acontece a apresentação de shows, danças desfiles, entre outras atrações no período de 3 dias (sexta-feira, sábado e domingo).

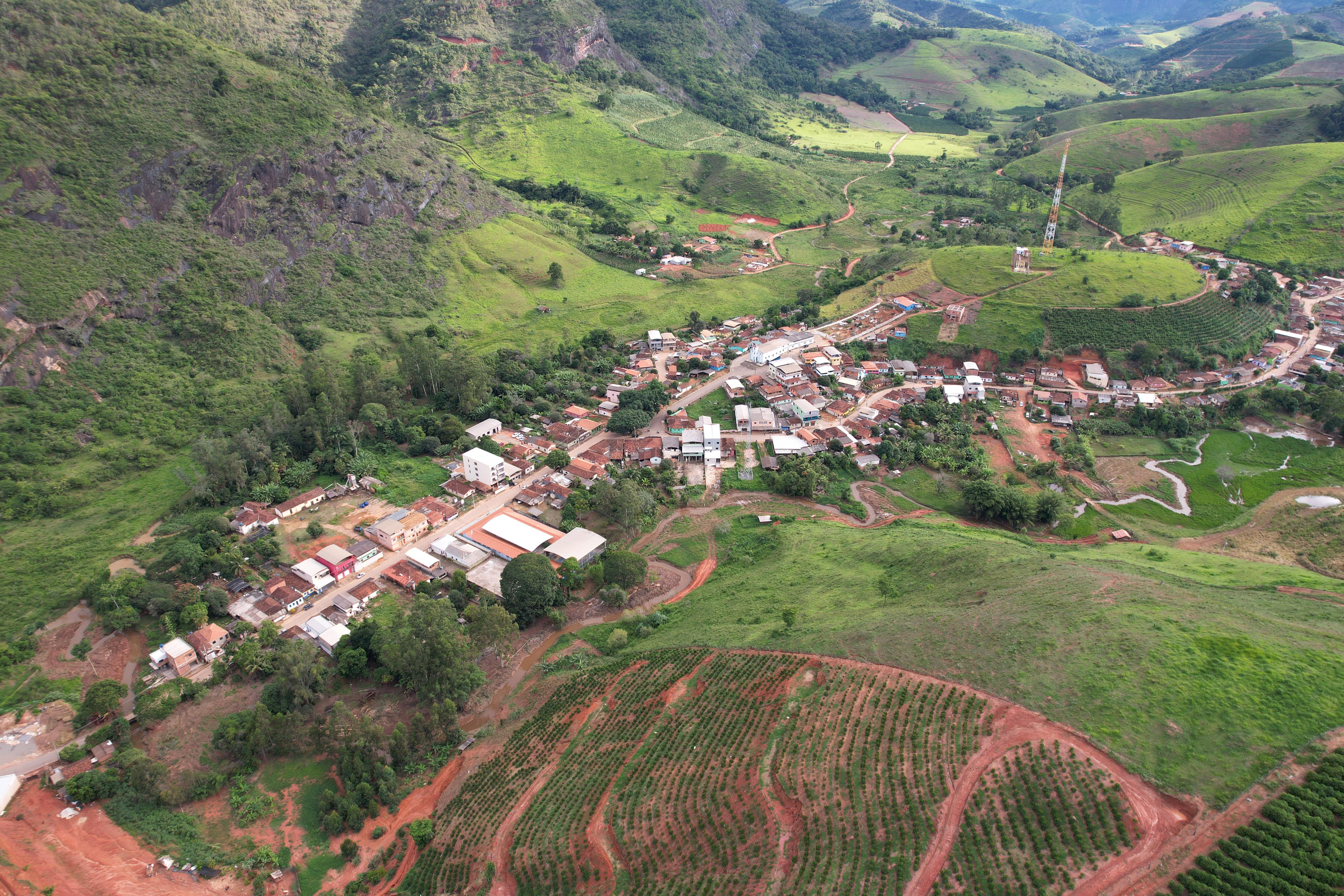
Vista aérea de Patrocínio
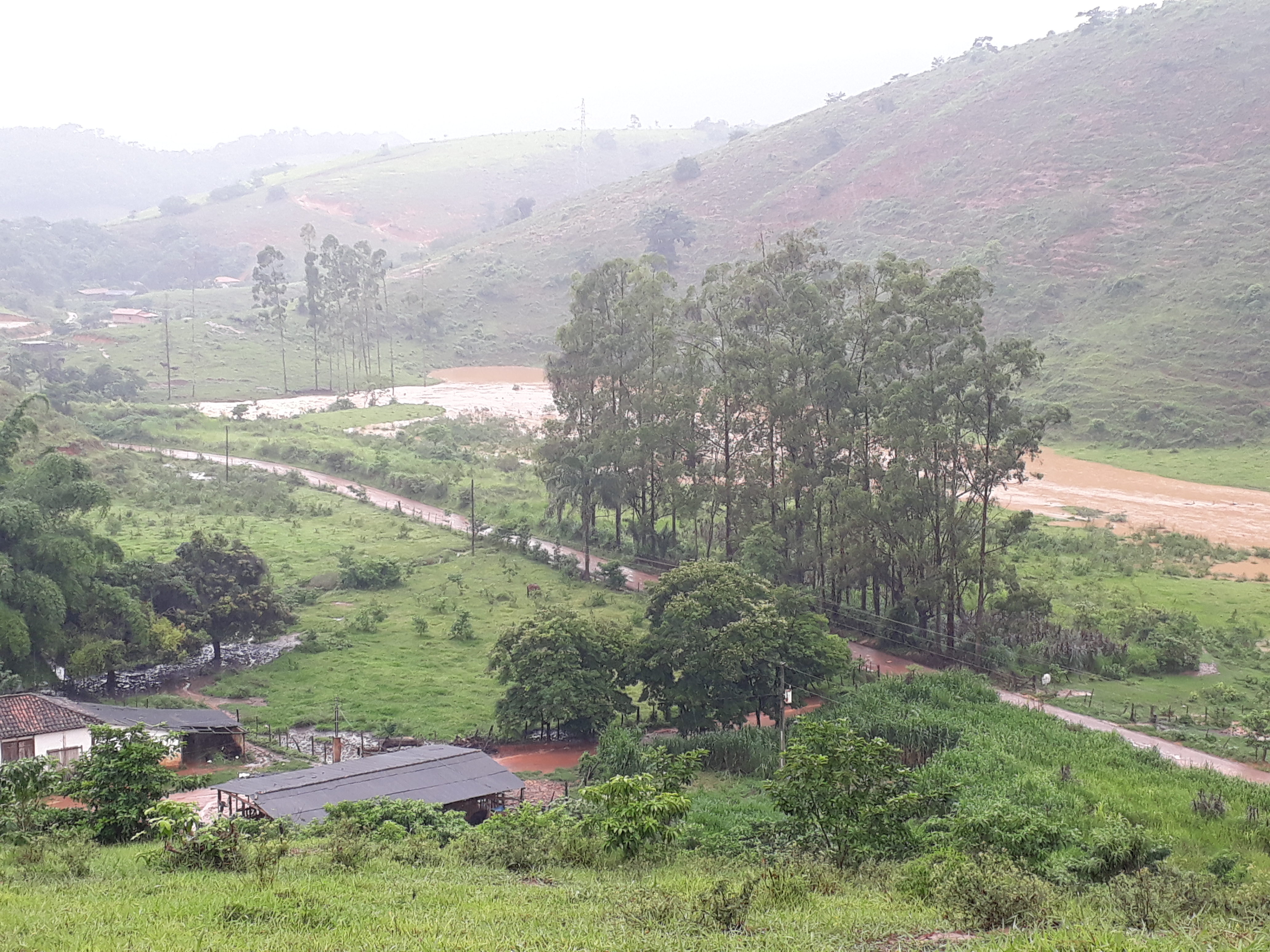
Nível do ribeirão Jacutinga elevado na estação das chuvas